# Terrorist Takedown
Terrorist Takedown est une série de jeux vidéo de tir à la première personne à petit budget développé par CI Games.

## Liste de jeux
- Terrorist Takedown
GameSpot : 3,2/10[2] - Jeuxvideo.com : 5/20[3]
- Terrorist Takedown: Payback
Jeuxvideo.com : 5/20[4]
- Terrorist Takedown : Opération Mogadiscio
Jeuxvideo.com : 5/20[5]
- Terrorist Takedown : Dans l'enfer de la jungle colombienne
Jeuxvideo.com : 7/20[6]
- Terrorist Takedown 2 : Brigade Spéciale
GamesRadar+ : 2,5/5[7] - Jeuxvideo.com : 7/20[1]
- Terrorist Takedown 3